# Amjad Attwan
Amjad Attwan (12 de março de 1997) é um futebolista profissional iraquiano que atua como meia, atualmente defende o Naft Al-Wasat.

## Carreira
Amjad Attwan fará parte do elenco da Seleção Iraquiana de Futebol nas Olimpíadas de 2016.